# Макаревская, Виктория
Виктория Макаревская (15 июня 1994, Отрадная, Краснодарский край) — российская футболистка, защитница.

## Биография
Воспитанница ДЮСШ «Олимпия» (Отрадная) и футбольных секций Краснодара, тренер (в Краснодаре) — Т. Евсеева. В 2010 году в составе сборной Краснодарского края стала победительницей первенства России среди девушек до 17 лет.
С 2010 года выступала в первом дивизионе России за младшие составы краснодарской «Кубаночки» — «Кубаночка-СДЮШОР», «Кубаночка-2». За основной состав краснодарской команды сыграла единственный матч в высшей лиге 13 сентября 2013 года против клуба «Рязань-ВДВ», заменив на 60-й минуте Элину Самойлову.
В начале сезона 2015 года была отдана в аренду в клуб «Дончанка» (Азов), выступавший в первом дивизионе, после чего завершила профессиональную карьеру.